# Arzembouy
Arzembouy è un comune francese di 78 abitanti situato nel dipartimento della Nièvre nella regione della Borgogna-Franca Contea.
Nel territorio comunale ha origine la Nièvre d'Arzembouy, che a Guérigny si unisce alla Nièvre de Champlemy (o Grande Nièvre) per formare la Nièvre, affluente di destra della Loira.

## Società

### Evoluzione demografica
Abitanti censiti